# Alan Sanches
Alan Eduardo Sanches dos Santos (Salvador, 13 de janeiro de 1968), mais conhecido como Alan Sanches, é um médico e político brasileiro. É deputado estadual pelo estado da Bahia, eleito em 2018 para compor a 19.ª legislatura, filiado ao Democratas (DEM).

## Biografia
Em 2004, foi eleito vereador pelo município de Salvador, sendo reeleito para um segundo mandato em 2008. No entanto, como foi eleito deputado estadual em 2010, renunciou para assumir uma cadeira na Assembleia Legislativa da Bahia. É formado em Medicina pela Escola Bahiana de Medicina e Saúde Pública.